# Ammerbuch
Ammerbuch – miejscowość i gmina w Niemczech, w kraju związkowym Badenia-Wirtembergia, w rejencji Tybinga, w regionie Neckar-Alb, w powiecie Tybinga. Leży nad rzeką Amper, ok. 10 km na wschód od Tybingi, przy autostradzie A81 i drodze krajowej B28.

## Dzielnice
- Altingen
- Breitenholz
- Entringen
- Pfäffingen
- Poltringen
- Reusten